# Colle di Villano
Colle di Villano, anticamente detto Col di Villano, è una dorsale dell'isola d'Elba situata alle pendici del Monte Perone, di cui costituisce un contrafforte in direzione nord. Il toponimo, attestato dal XVII secolo, deriva dal probabile nome di un antico possidente terriero.

## Ambiente
La vegetazione è composta da macchia mediterranea di Arbutus unedo e Quercus ilex.